# August Reichensperger
August Reichensperger, né le 22 mars 1808 à Coblence et mort le 16 juillet 1895 à Cologne, est un juriste et homme politique allemand.

## Biographie
Le père de Reichensperger, originaire de Simmern, est d'abord juge pénal, puis conseiller de préfecture à Coblence, chef-lieu de l'ancien département de Rhin-et-Moselle. Après le décès précoce de ce dernier (1812), la mère élève seule ses quatre enfants et permet même à ses deux fils de faire des études. Après avoir obtenu son baccalauréat en 1827, Reichensperger étudie le droit à Berlin, Bonn et Heidelberg. Durant ses études, il devient membre du Corps Guestphalia Bonn.
Entré en politique assez tardivement, August Reichensperger est membre du Parlement de Francfort en 1848 et de l'Union d'Erfurt en 1850. De 1850 à 1863, il siège à la Chambre des représentants de Prusse, puis, de 1867 à 1884, au Reichstag. Avec son frère Peter, il contribue activement à la création du parti catholique Deutsche Zentrumspartei (Zentrum) en 1870. Avec Ludwig Windthorst, Hermann von Mallinckrodt et son frère Peter, il est l'une des personnalités de premier plan du catholicisme politique et un précurseur engagé du mouvement catholique laïc en Allemagne. En 1851, il participe à la fondation de l'Akademischer Leseverein (aujourd'hui KStV Askania-Burgundia Berlin (de)) à Berlin au sein du KV (de) et en devient membre d'honneur en 1871. 
Grand amateur d'art et d'architecture gothique, il a créé en 1841 le premier Dombauverein pour l'achèvement de la cathédrale de Cologne et a publié de nombreux ouvrages sur l'histoire de l'art. Il est enterré au Melaten-Friedhof de Cologne.

## Œuvres
- Christliche germanische Baukunst (1845)
- Fingerzeige auf dem Gebiete der kirchlichen Kunst (1854)
- Vermischte Schriften über kirchliche Kunst (1856)
- Die Wahlen zum Hause der Abgeordneten (1858)
- Büchlein Phrasen und Schlagwörter (1862)
- Eine kurze Rede und eine lange Vorrede über kunst (1863)
- Essay über Shakespere (1871)